# Scleria papuana
Scleria papuana är en halvgräsart som beskrevs av Johannes Hendrikus Kern. Scleria papuana ingår i släktet Scleria och familjen halvgräs. Inga underarter finns listade i Catalogue of Life.